# De Fructibus et Seminibus Plantarum

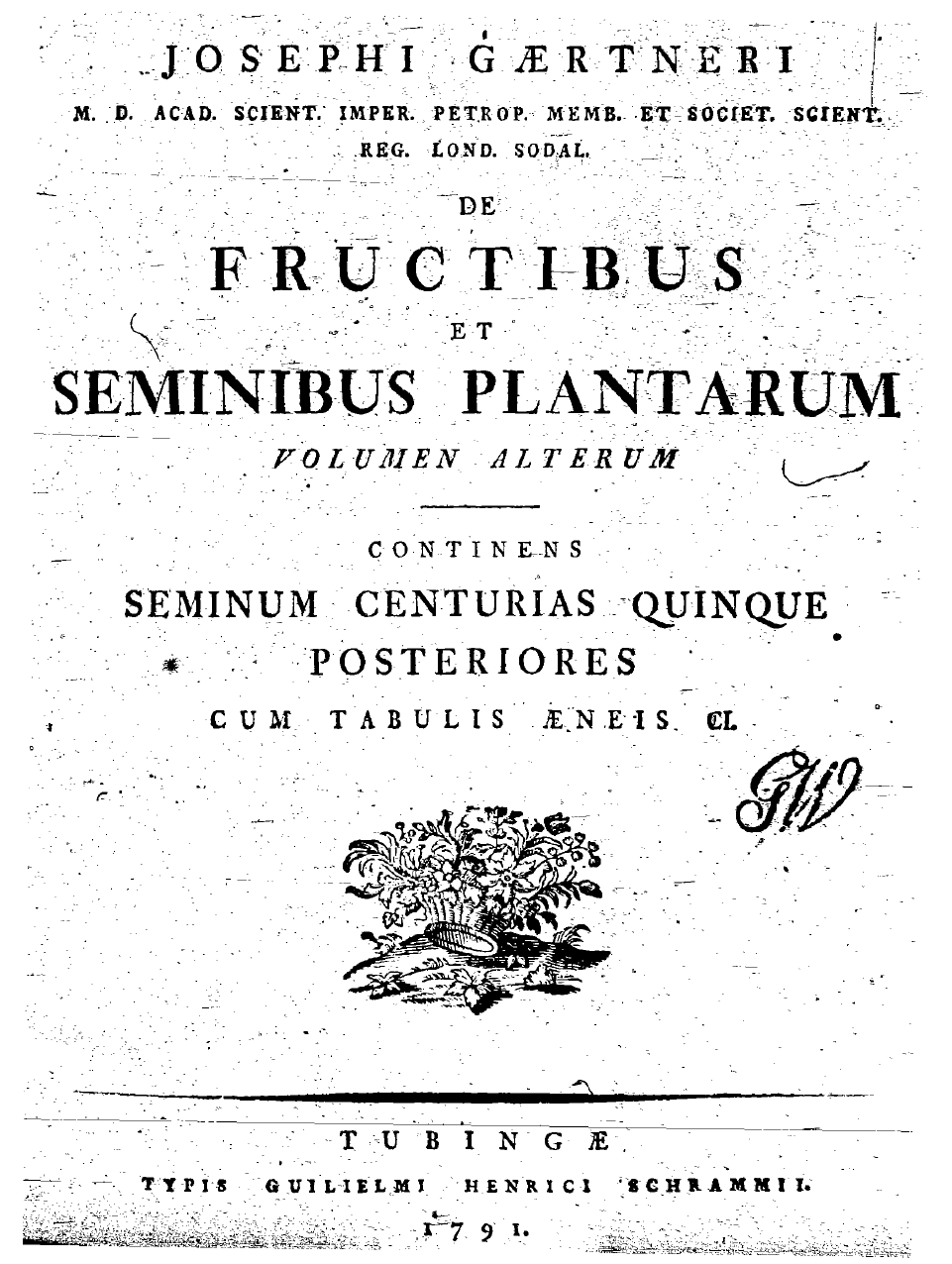
Frontispiece de De Fructibus et Seminibus Plantarum.

De Fructibus et Seminibus Plantarum, également connu sous son abréviation botanique standard Fruct. Sem. Pl., est un traité de botanique en trois tomes du botaniste allemand, Joseph Gaertner. Le premier volume a été publié en décembre 1788. Le second volume a été publié en quatre parties, en 1790, 1791, 1791 et 1792 respectivement. Un troisième volume a été publié après la mort de Gaertner par son fils, Karl Friedrich von Gaertner (1805-1807) ; ce dernier volume est également connu sous le nom de Supplementum Carpologicae, abrégé en Suppl. Carpe.. La plupart des illustrations de cet ouvrage sont dues à Johann Georg Sturm (1742-1793).
Le De Fructibus et Seminibus Plantarum est basé sur des spécimens de plus d'un millier de genres, y compris des spécimens d'Australie et du Pacifique de la collection de Sir Joseph Banks et de spécimens d'Afrique du Sud de la collection de Carl Peter Thunberg. Il consiste essentiellement en une étude des fruits et des graines, mais la classification qui en résulte est exceptionnelle pour son époque.
Selon Julius von Sachs, cet ouvrage « constitue une date marquante dans l'histoire de la botanique » et « est à la fois une mine inépuisable de simples faits dûment constatés, et un guide sur la morphologie des organes de la fructification et sur son application à la botanique systématique... L'entière théorie de la fleur a ainsi été replacée sur une meilleure base... La théorie de la graine de Gärtner est une de ses plus précieuses contributions à la science... Ses vues surpassent de loin en clarté et en cohérence tout ce qui avait été enseigné jusque-là sur le sujet ».